# Гудвин, Крейг
Крейг Алекса́ндр Гу́двин (англ. Craig Alexander Goodwin; род. 16 декабря 1991, Аделаида) — австралийский футболист, полузащитник клуба «Аль-Вахда (Мекка)» и сборной Австралии.

## Клубная карьера
Гудвин — воспитанник клуба «Аделаида Райдерс», в составе которого он дебютировал в 2009 году. По окончании сезона он перешёл в «Оклей Каннонс», где также отыграл сезон. В начале 2012 года Крейг перешёл в «Мельбурн Сити». 4 февраля в матче против «Мельбурн Виктори» он дебютировал в A-Лиге. Летом того же года Гудвин присоединился к «Ньюкасл Юнайтед Джетс». 7 октября в матче против клуба «Аделаида Юнайтед» он дебютировал за новую команду. Через неделю в поединке против «Сиднея» Крейг забил свой первый гол за «Ньюкасл Юнайтед Джетс».
Летом 2014 года Гудвин перешёл в клуб «Аделаида Юнайтед». 12 октября в матче против «Брисбен Роар» он дебютировал за новый клуб. В поединке против своей бывшей команды «Ньюкасл Юнайтед Джетс» Крейг забил первый гол за «Аделаиду Юнатйед». В том же сезоне он завоевал Кубок FFA, а через год стал чемпионом Австралии.
Летом 2016 года контракт Гудвина с «Аделаида Юнайтед» истёк и он на правах свободного агента подписал соглашение с роттердамской «Спартой». 7 августа в матче против столичного «Аякса» он дебютировал в Эредивизи. Через неделю в поединке против «Зволле» Крйег забил свой первый гол за «Спарту». В 2018 году он вернулся в «Аделаиду Юнайтед».
Летом 2019 года Гудвин перешёл в саудовский «Аль-Вахда». 24 августа в матче против «Аль-Иттифак» он дебютировал в чемпионате Саудовской Аравии. 20 сентября в поединке против «Аль-Фейха» Крейг забил свой первый гол за «Аль-Вахда».
Летом 2020 года Гудвин перешёл в «Абха» на правах аренды. 17 октября в матче против «Аш-Ашбаб» он дебютировал за новый клуб. 31 октября в поединке против «Аль-Иттифак» Крейг забил свой первый гол за «Абха». В 2021 году Гудвин на правах аренды вернулся в «Аделаида Юнайтед». По окончании аренды игрок подписал полноценный контракт. В 2023 году Крейг вернулся в «Аль-Вахда».

## Международная карьера
25 июля 2013 года в матче Кубка Восточной Азии против сборной Японии Гудвин дебютировал за сборную Австралии. 27 января 2022 года в отборочном поединке чемпионата мира 2022 против сборной Вьетнама он забил свой первый гол за национальную команду.
В 2022 году Гудвин принял участие в чемпионате мира в Катаре. На турнире он сыграл в матчах против команд Аргентины, Франции, Туниса и Дании. В поединке против французов Крейг забил гол.
В 2024 году Гудвин принял участие в Кубке Азии 2023 в Катаре. На турнире он сыграл в матчах против команд Индии, Индонезии и Южной Кореи. В поединках против корейцев и индонезийцев Крейг забил по голу.

### Голы за сборную Австралии
| #   | Дата           | Место                                      | Противник   | Счёт | Результат | Соревнование                     |
| --- | -------------- | ------------------------------------------ | ----------- | ---- | --------- | -------------------------------- |
| 01. | 27 января 2022 | Прямоугольный стадион, Мельбурн, Австралия | Вьетнам     | 3:0  | 4:0       | Чемпионат мира 2022 квалификация |
| 02. | 22 ноября 2022 | Эль-Джануб, Эль-Вакра, Катар               | Франция     | 0:1  | 4:1       | Чемпионат мира 2022              |
| 03. | 28 января 2024 | Джассим бин Хамад, Эр-Райян, Катар         | Индонезия   | 3:0  | 4:0       | Кубок Азии 2023                  |
| 04. | 2 февраля 2024 | Эль-Джануб, Эль-Вакра, Катар               | Южная Корея | 0:1  | 2:1       | Кубок Азии 2023                  |

## Достижения
Клубные
«Аделаида Юнайтед»
- Победитель A-Лиги — 2015/2016
- Обладатель Кубка FFA — 2014